# Wallaceophis gujaratensis
Wallaceophis gujaratensis — вид змій родини полозових (Colubridae). Ендемік Індії. Описаний у 2016 році. Це єдиний представник монотипового роду Wallaceophis, названого на честь британського натураліста Альфреда Рассела Воллеса.

## Поширення і екологія
Wallaceophis gujaratensis мешкають в штаті Гуджарат на заході Індії, зокрема на півдні півострова Катхіавар. Вони живуть в сухих рідколіссях і чагарниках, на луках, трапляються на полях.